# Xanthomendoza oregana
Xanthomendoza oregana är en lavart som först beskrevs av Gyeln., och fick sitt nu gällande namn av Søchting, Kärnefelt & S. Y. Kondr. Xanthomendoza oregana ingår i släktet Xanthomendoza och familjen Teloschistaceae.   Inga underarter finns listade i Catalogue of Life.